# ایالت کراس ریور
ایالت کراس ریور (به لاتین: Cross River (state)) یک ایالت در نیجریه است.

## خصوصیات
ایالت کراس ریور ۲۰٬۱۵۶ کیلومترمربع مساحت و ۳٬۳۳۷٬۵۱۷ نفر جمعیت دارد.